# Kamsarakan
Kamsarakan (armenski: Կամսարական) je bila armenska plemenitaška obitelj koja je tvrdila za sebe da podrijetlo vodi od armenske kraljevske kuće Arsakida. Obitelj je bila ogranak obitelji Karen, jedne od sedam velikih vladarskih kuća Partskog Carstva, koja je bila iranskog arsakidskog podrijetla.
Većinu njihovih zemalja su poslije zauzeli Bagratidi tijekom zadnje četvrtine 8. stoljeća.
Ovoj kući je pripadao zapovjednik bizantske vojske Narzes koji je služio kao eunuh i general na dvoru cara Justinijana I. Neki ga smatraju najvećim generalom svih vremena, iako povjesničari često prednost daju Belizaru.

## Vanjske poveznice
- [neaktivna poveznica]